# Ali Gagarin
Haydar Hassan Haj Al-Sidig, soprannominato Ali Gagarin (Omdurman, 1º aprile 1949 – Il Cairo, 12 febbraio 2025), è stato un calciatore sudanese, di ruolo attaccante.

## Biografia
Haydar Hassan Haj Al-Sidig si vide assegnato il suo soprannome a partire dal 1970 circa, ispirato al cosmonauta sovietico Jurij Gagarin, il primo uomo nello spazio, per la sua carriera calcistica stellare.
Anche il fratello Jaafar Gagarin è stato un calciatore professionista, che giocò nell'Al-Merrikh, squadra rivale dell'Al-Hilal Omdurman di Ali Gagarin.

## Carriera

### Club
Ali Gagarin ha legato la sua carriera all'Al-Hilal Omdurman, squadra nella quale militò quasi ininterrottamente dal 1966 al 1980, ad esclusione di due brevi militanze con i sauditi dell'Al-Nassr e gli ivoriani dello Stade d'Abidjan, e di cui fu un pilastro fondamentale. Con il club di Omdurman ha vinto tre campionati sudanesi, imponendosi come il più forte e prolifico attaccante del suo paese con almeno 350 reti segnate. Nelle competizioni continentali con la sua squadra Gagarin raggiunse le semifinali della Coppa dei Campioni d'Africa 1966.
Nel 1975 viene ingaggiato dai sauditi dell'Al-Nassr, con cui vinse la Coppa del Re 1976.
L'altra esperienza estera Gagarin la ebbe con gli ivoriani dello Stade d'Abidjan, senza però ottenere risultati di rilievo.

### Nazionale
Con la nazionale sudanese ha giocato trentatré incontri segnando 19 reti. Fu tra i protagonisti della vittoriosa Coppa delle nazioni africane 1970, in cui segnò la prima rete del torneo, non riuscendo però a disputare la finale a causa di un infortunio occorsogli.

## Statistiche

### Cronologia presenze e reti in nazionale[5]
| Cronologia completa delle presenze e delle reti in nazionale ― Sudan | Cronologia completa delle presenze e delle reti in nazionale ― Sudan | Cronologia completa delle presenze e delle reti in nazionale ― Sudan | Cronologia completa delle presenze e delle reti in nazionale ― Sudan | Cronologia completa delle presenze e delle reti in nazionale ― Sudan | Cronologia completa delle presenze e delle reti in nazionale ― Sudan | Cronologia completa delle presenze e delle reti in nazionale ― Sudan | Cronologia completa delle presenze e delle reti in nazionale ― Sudan |
| Data                                                                 | Città                                                                | In casa                                                              | Risultato                                                            | Ospiti                                                               | Competizione                                                         | Reti                                                                 | Note                                                                 |
| -------------------------------------------------------------------- | -------------------------------------------------------------------- | -------------------------------------------------------------------- | -------------------------------------------------------------------- | -------------------------------------------------------------------- | -------------------------------------------------------------------- | -------------------------------------------------------------------- | -------------------------------------------------------------------- |
| 6-2-1970                                                             | Khartoum                                                             | Sudan                                                                | 3 – 0                                                                | Etiopia                                                              | Coppa d'Africa 1970 - 1º turno                                       | 1                                                                    |                                                                      |
| 8-2-1970                                                             | Khartoum                                                             | Sudan                                                                | 0 – 1                                                                | Costa d'Avorio                                                       | Coppa d'Africa 1970 - 1º turno                                       | -                                                                    |                                                                      |
| 10-2-1970                                                            | Khartoum                                                             | Sudan                                                                | 2 – 1                                                                | Camerun                                                              | Coppa d'Africa 1970 - 1º turno                                       | -                                                                    |                                                                      |
| Totale                                                               |                                                                      | Presenze                                                             | 33                                                                   |                                                                      | Reti                                                                 | 19                                                                   |                                                                      |

## Palmarès

### Club
- Prima Lega: 3

Al Hilal Omdurman: 1967, 1970, 1973
- Coppa del Re dei Campioni: 1

Al Nassr: 1976

### Nazionale
- Coppa d'Africa: 1

Sudan 1970